# Águas Frias (kommun)
Águas Frias är en kommun i Brasilien.   Den ligger i delstaten Santa Catarina, i den södra delen av landet, 1 300 km söder om huvudstaden Brasília. Antalet invånare är 2 424.
I omgivningarna runt Águas Frias växer huvudsakligen savannskog. Runt Águas Frias är det ganska glesbefolkat, med 31 invånare per kvadratkilometer.